# Hikiwake
Hikiwake is een term uit het Japans, die zoveel betekent als gelijkspel of onbeslist. Deze term wordt onder meer gebruikt in de judosport en in karate.
Sinds enkele jaren komt echter ook in de judosport vaker het goldenscoreprincipe voor. Dit om te voorkomen dat partijen in gelijkspel eindigen, omdat dit in een knock-outsysteem tot problematische situaties kan leiden. In dit goldenscore-systeem wordt de reguliere wedstrijdtijd in eerste instantie verlengd. Indien hierna nog geen van de judoka’s gescoord heeft, dan wordt door de scheidsrechters een winnaar aangewezen.